# Batalla de Zutphen (1586)
La batalla de Zutphen se libró el 22 de septiembre de 1586 cerca de las localidades de Warnsveld y Zutphen, actual Países Bajos, durante la guerra de los Ochenta Años. En ella se enfrentaron fuerzas de las Provincias Unidas de los Países Bajos, ayudados por los ingleses, contra los españoles. En 1585, Inglaterra firmó con los Estados Generales de los Países Bajos el Tratado de Nonsuch y con ello se involucró formalmente en la guerra contra España. Robert Dudley, I conde de Leicester, fue nombrado Gobernador general de los Países Bajos y enviado al mando de un ejército inglés con la misión de apoyar a los rebeldes holandeses. Cuando Alejandro Farnesio, príncipe de Parma y comandante del Ejército de Flandes, estaba asediando la ciudad de Rheinberg en el contexto de la guerra de Colonia, Leicester tomó represalias poniendo sitio a la localidad de Zupthen, ubicada en la provincia de Güeldres y en la orilla oriental del río IJssel.
Zutphen era un enclave estratégicamente importante para Farnesio porque permitía a sus tropas recaudar impuestos para la guerra en la rica región de Veluwe. Por ello, dejó algunos efectivos militares en el sitio de Rheinberg y marchó con el resto de sus tropas a levantar el sitio de Zutphen. En principio consiguió enviar suministros a la localidad, pero ante la duración del asedio anglo-holandés, decidió organizar un gran convoy de víveres y encargó su envío al marqués de Vasto. Leicester tuvo noticia de esta maniobra gracias a la intercepción de un mensajero que Farnesio había enviado a Francisco Verdugo, el hombre al cargo de Zutphen, por lo que las fuerzas anglo-holandesas prepararon una emboscada. A pesar de la intervención de numerosos caballeros y nobles ingleses en el ataque al convoy, el duro combate se saldó con victoria española y los suministros consiguieron llegar a la localidad sitiada. Aunque la caballería española, compuesta esencialmente por soldados italianos y albaneses, resultó derrotada por la caballería inglesa que mandaba el conde de Essex, los tercios españoles aguantaron el ataque del enemigo y aseguraron que el envío llegara indemne a destino. A partir de ese momento, las tropas españolas, reforzadas por los efectivos de Verdugo, obligaron a los ingleses a retirarse.
La localidad de Zutphen fue asegurada por los españoles, pero ello no impidió que varias semanas después los ingleses tomaran un pequeño fuerte situado junto a esta villa, en la orilla opuesta del río IJssel. Sin embargo, la mayor parte de los avances ingleses quedaron en nada porque un año después los gobernadores ingleses de la localidad de Deventer y del fuerte de Zutphen desertaron al bando español y entregaron sus posiciones a Farnesio.

## Contexto
Desde 1568, las provincias del norte de los Países Bajos mantenían contra España la llamada guerra de los Ochenta Años, o guerra de Flandes, en la que los rebeldes holandeses pretendían conseguir la independencia de la Corona española, lo que conseguirían finalmente en 1648.
En 1585 Isabel I de Inglaterra envió a Robert Dudley al frente de tropas inglesas en apoyo de la causa protestante de los rebeldes holandeses, según lo acordado mediante el Tratado de Nonsuch.
Estos ocuparon el fuerte de Doesburg, en manos españolas desde 1584, el 2 de septiembre de 1586.

## La batalla
En la mañana del 22 de septiembre de 1586, un convoy militar bajo el mando del albanés George Cresiac, capitán de los tercios españoles, llevaba suministros hacia la ciudad de Zutphen (Güeldres), bajo control español desde 1583. Las tropas inglesas, bajo el mando de Lord Willoughby, interceptaron la columna española. En el combate que se libró, Cresiac fue hecho prisionero por los ingleses, pero éstos finalmente hubieron de retirarse ante la superioridad numérica de los españoles.
La derrota facilitó una serie de deserciones entre las tropas inglesas, como la de Guillermo Estanley en 1587 en Deventer o la de la guarnición de Geertruidenberg en 1589.
Fue en este encuentro donde el poeta y soldado Philip Sidney, sobrino de Robert Dudley, recibió las heridas que causarían su muerte un mes más tarde. La ciudad de Zutphen sería capturada por el ejército holandés de Mauricio de Nassau en 1591.